# Agency (Misuri)
Agency es una villa ubicada en el condado de Buchanan en el estado estadounidense de Misuri. En el Censo de 2010 tenía una población de 684 habitantes y una densidad poblacional de 61,4 personas por km².

## Geografía
Agency se encuentra ubicada en las coordenadas 39°40′11″N 94°45′46″O / 39.66972, -94.76278. Según la Oficina del Censo de los Estados Unidos, Agency tiene una superficie total de 11.14 km², de la cual 11.01 km² corresponden a tierra firme y (1.16%) 0.13 km² es agua.

## Demografía
Según el censo de 2010, había 684 personas residiendo en Agency. La densidad de población era de 61,4 hab./km². De los 684 habitantes, Agency estaba compuesto por el 96.64% blancos, el 0.29% eran afroamericanos, el 0% eran amerindios, el 0.88% eran asiáticos, el 0% eran isleños del Pacífico, el 1.17% eran de otras razas y el 1.02% pertenecían a dos o más razas. Del total de la población el 2.92% eran hispanos o latinos de cualquier raza.